# Langues papoues orientales

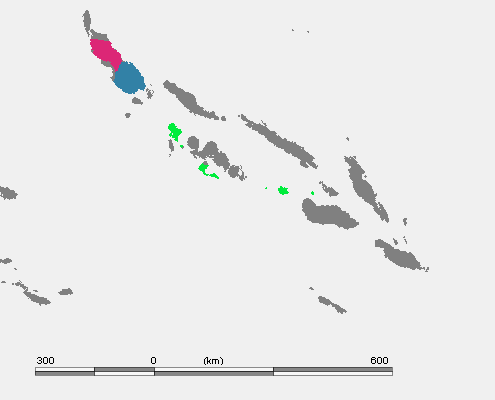
Langues non austronésiennes, précédemment considérées comme faisant partie du groupe des langues papoues orientales, telles que révisées par Ross (2005).

Le terme de langues papoues orientales, en anglais East Papuan languages[pertinence contestée], a été proposé en 1975 par Stephen Wurm et d'autres linguistes pour désigner un ensemble de langues parlées dans les îles situées à l'est de la Nouvelle-Guinée, à savoir la Nouvelle-Bretagne, la Nouvelle-Irlande, Bougainville, les Salomon et les îles Santa Cruz. Au nombre de 36, elles étaient réparties en 3 branches, Bougainville, les îles Reef-Santa Cruz et Yele-Salomons-Nouvelle-Bretagne, qu'ils pensaient constituer un même phylum linguistique.
Toutes ces langues, à l'exception du yele et du sulka, font une distinction de genre dans les pronoms, qu'on retrouve en outre dans de nombreuses langues austronésiennes « papouisées » de Nouvelle-Bretagne. Ce trait semblait suggérer un substrat pré-austronésien dans la région[réf. nécessaire].
Cette hypothèse n'a pas été confirmée. On manque d'éléments qui établissent une relation génétique entre ces langues. Ainsi, aucune des langues marquées ci-dessous d'un astérisque ne présente plus de 2 ou 3 % de son vocabulaire de base avec chacune des autres langues. Dunn et al. (2005) ont démontré à l'aide de modèles aléatoires que ces 2 ou 3 % de mots apparentés que partagent les langues proposées comme "papoues orientales", et même par les branches proposées au sein de ce groupe, ont autant de chance d'être dus au hasard qu'à une parenté génétique. Dans une classification prudente, nombre des langues proposées comme "papoues orientales" seraient considérées comme des isolats linguistiques.
En outre, les langues Reef Islands-Santa Cruz (en) et celles, éteintes, du groupe kazukuru sont désormais classées dans le groupe océanien des langues austronésiennes. Il semblerait en outre que le cas du guliguli soit un canular.
Dans la mesure où les îles concernées sont peuplées depuis au moins 35 000 ans, il n'est pas surprenant que les langues qu'on y parle présentent une aussi considérable diversité. Cela dit, Malcolm Ross (2001; 2005), en comparant les pronoms dans 19 de ces langues, a démontré que plusieurs des sous-ensembles proposés par Wurm pourraient constituer des familles. C'est la classification qui a été retenue ci-dessous.

## Classification de Ross (2005)

### Familles
Chacune des 5 premières entrées en caractères gras constitue une famille linguistique indépendante, c'est-à-dire non liée aux autres. La première de ces entrées est une proposition plus hypothétique que les autres et attend confirmation.
Les ensembles de pronoms reconstruits pour chacune de ces familles se trouvent dans les articles respectifs.
- ? Langues yele-nouvelle-bretagne occidentales (hypothèse)

|                  | Yele isolat* — Louisiade                                                                                              |
|                  | |
| West New Britain | \| \| Anêm isolat* — Nouvelle-Bretagne \| \| \| \| \| \| Ata (pele-ata, wasi) isolat* — Nouvelle-Bretagne \| \| \| \| |
|                  | \| \| Anêm isolat* — Nouvelle-Bretagne \| \| \| \| \| \| Ata (pele-ata, wasi) isolat* — Nouvelle-Bretagne \| \| \| \| |
|                  | Anêm isolat* — Nouvelle-Bretagne                                                                                      |
|                  | |
|                  | Ata (pele-ata, wasi) isolat* — Nouvelle-Bretagne                                                                      |
|                  | |

|  | Anêm isolat* — Nouvelle-Bretagne                 |
|  |                                                  |
|  | Ata (pele-ata, wasi) isolat* — Nouvelle-Bretagne |
|  |                                                  |

- Langues baining-taulil

|  | Baining : mali (en)*, qaqet (en), kairak (en), simbali (en), taulil**, butam (en) (éteint)**, ura, malkolkol (en) |
|  | |

- Langues bougainville du Nord — Bougainville

|  | \| \| Keriaka (en) isolat \| \| \| \| \| \| Konua (en) (rapoisi) isolat** \| \| \| \| \| \| Rotokas: Rotokas*, eivo (en) \| \| \| \| |
|  | |
|  | Keriaka (en) isolat |
|  | |
|  | Konua (en) (rapoisi) isolat** |
|  | |
|  | Rotokas: Rotokas*, eivo (en) |
|  | |

- Langues bougainville du Sud — Bougainville

| Buin | \| \| Buin isolat* \| \| \| \| \| \| Motuna (en) (siwai) isolat* \| \| \| \| \| \| Uisai (en) isolat \| \| \| \| |
|      | \| \| Buin isolat* \| \| \| \| \| \| Motuna (en) (siwai) isolat* \| \| \| \| \| \| Uisai (en) isolat \| \| \| \| |
|      | Nasioi : koromira (en), lantanai (en), naasioi*, nagovisi (en) (sibe)**, oune (en), simeku (en)                  |
|      | |
|      | Buin isolat* |
|      | |
|      | Motuna (en) (siwai) isolat*                                                                                      |
|      | |
|      | Uisai (en) isolat                                                                                                |
|      | |

|  | Buin isolat*                |
|  |                             |
|  | Motuna (en) (siwai) isolat* |
|  |                             |
|  | Uisai (en) isolat           |
|  |                             |

- Langues des Salomon centrales

|  | \| \| Bilua isolat* — île des Vella Lavella \| \| \| \| \| \| Touo (baniata) isolat* — Nouvelle-Géorgie \| \| \| \| \| \| Lavukaleve isolat* — îles Russell \| \| \| \| \| \| Savosavo isolat* — Savo \| \| \| \| |
|  | |
|  | Bilua isolat* — île des Vella Lavella |
|  | |
|  | Touo (baniata) isolat* — Nouvelle-Géorgie |
|  | |
|  | Lavukaleve isolat* — îles Russell |
|  | |
|  | Savosavo isolat* — Savo |
|  | |

* Dunn et al. n'a pas trouvé de vocabulaire démontré commun à ces quinze langues.
** Ross s'intéressait à ces quatre langues en plus des quinze étudiées par Dunn et al.

### Isolats
On pense qu'il n'est pas démontré que les trois langues qui suivent sont apparentées entre elles ou à une autre langue dans le monde. Si la famille yele-nouvelle-bretagne occidentale n'est pas confirmée, cette partie du monde pourrait posséder six isolats et non trois.
Sulka isolat* - Nouvelle-Bretagne (médiocre qualité des données; la possibilité demeure que le sulka soit prouvée comme étant apparenté au kol ou au baining)
Kol isolat* - Nouvelle-Bretagne
Kuot (panaras) isolat* - Nouvelle-Irlande
* Dunn et al. found no demonstrable shared vocabulary between these fifteen languages.

## Classification proposée par Wurm
La classification proposée par Wurm figure dans [non pertinent].
- Branche Bougainville (13 langues, Papouasie-Nouvelle-Guinée) :
  - Langues bougainville du Sud (9 langues), proposées comme rameau oriental et désormais considérées comme une famille distincte :
    - Groupe buin (3 langues) :
      - Terei
      - Siwai
      - Uisai

    - Groupe nasioi (6 langues) :
      - Koromira
      - Lantanai
      - Nasioi
      - Sibe
      - Oune
      - Simeku

  - Langues bougainville du Nord (4 langues), proposées comme rameau occidental et désormais considérées comme une famille distincte :
    - Keriaka : Ramopa
    - Rapoisi
    - Rotokas (2 langues) :
      - Askopan
      - Rotokas
- Groupe Reef Islands-Santa Cruz (3 langues, Salomon), désormais classé parmi les langues austronésiennes :
  - Ayiwo
  - Nanggu
  - Santa Cruz
- Branche yele-salomons-nouvelle-bretagne (20 langues) :
  - Nouvelle-Bretagne (12 langues, Papouasie-Nouvelle-Guinée)
    - Anem, désormais regroupé dans une famille Yele-West New Britain avec le pele-ata et le yele
    - Groupe baining-taulil (7 langues), désormais considérée comme une famille appelée East New Britain :
      - Qaqet
      - Kairak
      - Mali
      - Simbali (en)
      - Taulil
      - ura
      - Makolkol

    - Kol,
    - Kuot et
    - Sulka, désormais considérés comme des isolats
    - Wasi : pele-ata, désormais regroupé dans une famille Yele-West New Britain avec l'anem et le yele

  - Yele-Solomons (8 langues, Salomon) :
    - Langues Central Solomons (4 langues), désormais considérées comme une famille distincte :
      - Bilua
      - Lavukaleve
      - Savosavo
      - Touo

    - Groupe kazukuru (3 langues), désormais classé parmi les langues austronésiennes :
      - Dororo
      - Guliguli
      - Kazukuru

    - Yele, désormais regroupé dans une famille Yele-West New Britain avec l'anem et le pele-ata.